# Mycobonia
Mycothele is een monotypisch geslacht van schimmels behorend tot de familie Gloeophyllaceae. De typesoort is Mycobonia flava, maar deze werd overgeplaatst naar het geslacht Cerioporus als Cerioporus flavus.

## Soorten
Volgens Index Fungorum telt het geslacht een soort (peildatum september 2023):
| Soortnaam          | Auteur(s) | Publicatiejaar |
| ------------------ | --------- | -------------- |
| Mycobonia winkleri | Bres.     | 1911           |